# Frullania schumannii
Frullania schumannii là một loài rêu tản trong họ Jubulaceae. Loài này được (Casp.) Grolle miêu tả khoa học lần đầu tiên năm 1981.